# Nigel Wilson
Nigel Edward Wilson (Oshawa, 12 gennaio 1970) è un ex giocatore di baseball canadese, con il ruolo di esterno. Ha partecipato alla Major League.

## Carriera
Wilson nel 1987 ha cominciato a giocare con i Toronto Blue Jays. I Florida Marlins nel progetto di espansione della MLB del 1992 come loro prima scelta.
Wilson ha giocato un totale di 22 partite della MLB con i Marlins (nel 1993), Cincinnati Reds (nel 1995), e Cleveland Indians (nel 1996). Non ha ottenuto un grande successo come giocatore, e infatti il suo ritiro avviene nel 2002, anche se l'ultima partita che disputa è il 29 settembre 1996 con i Cleveland Indians.
Tra il 1997 e il 2002 andrà a giocare nel campionato giapponese (NPB), anche se non disputerà mai nessuna partita, sia con i Nippon-Ham Fighters che con gli Osaka Kintetsu Buffaloes.
Alla fine della propria carriera, Wilson ha realizzato 2 fuoricampo.